# Barwena złotosmuga
Barwena złotosmuga (Upeneus vittatus ) – gatunek ryby z rodziny barwenowatych (Mullidae).

## Występowanie
Ocean Indyjski i Pacyfik od Morza Czerwonego i East London w Południowej Afryce po Mikronezję oraz Wyspy Towarzystwa, Markizy i Hawaje; na północ po południową Japonię.
Występuje w wodach słonych i słonawych na głębokości 5–100 m, w wodach przybrzeżnych oraz w lagunach z piaszczystych dnem, spotykana również nad dnem mulistym. Często łączy się w grupy.

## Cechy morfologiczne
Osiąga 20 cm (maksymalnie 28 cm) długości. Wzdłuż linii bocznej 36–38 łusek. Na pierwszym łuku skrzelowym 27–29 wyrostków filtracyjnych, 7–8 na górnej i 19–21 na dolnej części. W płetwach grzbietowych 8 twardych i 9 miękkich promieni, w płetwie odbytowej 1 twardy i 7 miękkich promieni. W płetwach piersiowych 15–16 promieni, w brzusznych 1 twardy i 5 miękkich promieni.
Ubarwienie ciała srebrzyste, brzuch biały, grzbiet czerwonawy. Wzdłuż boków biegną cztery żółte do jasnobrązowych smugi; dwie dolne sięgają górnej i dolnej krawędzi podstawy płetwy ogonowej i przechodzą dalej w dwie ciemnobrązowe smugi na płetwie ogonowej zbiegające się razem w jej wcięciu, poza tym na górnym płacie płetwy ogonowej trzy lub cztery poprzeczne ciemne smugi, na dolnym 2 lub 3 szeroki ciemne smugi przy czym dolna jest czarna i szersza. N płetwach grzbietowych również ciemne, poprzeczne pręgi, na górnym krańcu pierwszej z nich czarna plama. U podstawy płetw piersiowych i płetwy odbytowej bladożółte plamki. Wąsy białe, tęczówka oka czerwonawa.

## Odżywianie
Żywi się skorupiakami.

## Rozród
Na północno–wschodnim wybrzeżu Indii, stosunek samców do samic wynosi 1 do 1,5.

## Znaczenie
Poławiana w rybołówstwie, sprzedawana świeża. Hodowana w akwariach.